# 奈特·弗里德曼
纳撒尼尔·道里夫·弗里德曼（Nathaniel Dourif Friedman，1977年8月6日—）是一位美国技术主管。弗里德曼畢業於麻省理工學院。2018年6月微软宣布以75亿美元收购GitHub後，弗里德曼於當年10月出任GitHub的CEO。2021年11月卸任。   